# Anita Skorgan
Anita Skorgan (Göteborg, Suècia, 13 de novembre de 1958) és una cantant i compositora noruega. Va estar casada amb Jahn Teigen, un altre cantant i compositor noruec d'èxit. Junts van tenir una filla.

## Festival d'Eurovisió
Va representar a Noruega en el Festival d'Eurovisió un total de cinc vegades, dues d'elles com a solista, una al costat de Jahn Teigen, una altra fent els cors a Finn Kalvik en 1981 i repetint fent els cors al mateix Jahn Teigen en 1983. En el Festival de la Cançó d'Eurovisió 1977 que es va celebrar a Londres va cantar "Casanova", finalitzant en 14a posició. Dos anys després, a Jerusalem, va participar en el Festival de la Cançó d'Eurovisió 1979, amb una mica més de fortuna, amb la cançó "Oliver", aconseguint la 11a plaça. De nou a Anglaterra, va tornar a actuar en el Festival de la Cançó d'Eurovisió 1982 al costat del seu llavors marit, Jahn Teigen. Ella tocava el piano, i tots dos van cantar "Adieu" que va acabar en 12a posició, potser inspirada en la seva vida privada. Entre els dos van aparèixer en el Festival d'Eurovisió entre 1977 i 1983, junts, per separat o fent els cors un total de sis vegades.
Anita va tornar a representar a Noruega en el Festival com a coautora i fent cors en 1988, on la cançó "For vår jord" (Per a la nostra terra) va acabar cinquena, cantada per Karoline Krueger. També va ser una de les autores del tema "You Used To Be Mine", que va quedar cinquena en la preselecció noruega en 1999.
A més de la seva carrera musical, ha aparegut en pel·lícules com a Prima Veras saga om Olav den hellige el 1983 i a Stjerner i sikte en 1997.
El 2004 va fundar la banda Queen Bees.
El 2013 Anita participaria de la segona temporada del reality xou musical més reeixit de Noruega Hver Gang Vi Motes (Cada vegada que ens reunim).